# Bobby Brown (cầu thủ bóng đá, sinh năm 1953)
Bobby Brown (sinh ngày 24 tháng 11 năm 1953) là một cựu cầu thủ bóng đá và huấn luyện viên bóng đá người Anh.

## Sự nghiệp
Brown thi đấu cho Chelsea, Sheffield Wednesday, Aldershot F.C. Boston United, Thionville và Caen.

## Sự nghiệp huấn luyện
Ông dẫn dắt các đội bóng Pháp Bourges, Dunkerque và Boulogne.